# Воля-Мисловська
Воля-Мисловська (пол. Wola Mysłowska) — село в Польщі, у гміні Воля-Мисловська Луківського повіту Люблінського воєводства.
Населення — 268 осіб (2011).
У 1975-1998 роках село належало до Седлецького воєводства.

## Демографія
Демографічна структура станом на 31 березня 2011 року:
|          | Загалом | Допрацездатний вік | Працездатний вік | Постпрацездатний вік |
| -------- | ------- | ------------------ | ---------------- | -------------------- |
| Чоловіки | 144     | 33                 | 84               | 27                   |
| Жінки    | 124     | 20                 | 60               | 44                   |
| Разом    | 268     | 53                 | 144              | 71                   |